# 弓削塩麻呂
弓削 塩麻呂（ゆげ の しおまろ）は、奈良時代の貴族。氏姓は弓削連のち弓削宿禰、弓削御浄朝臣、弓削宿禰。道鏡の近親と想定されるが系譜は不詳。官位は従五位上・左京亮。

## 経歴
道鏡の弟であった弓削浄人とその子息と同様に弓削御浄朝臣姓を称したことから、道鏡・浄人兄弟の近親と想定される。浄人が天平宝字8年（764年）7月に弓削連姓から弓削宿禰姓に、さらに9月に弓削御浄朝臣に改めた際、同時に改姓したか。
天平神護2年（766年）従五位下に叙爵。神護景雲2年（768年）左兵衛督に任ぜられ、神護景雲3年（769年）には従五位上と道鏡政権下で順調に昇進する。
神護景雲4年（770年）8月に称徳天皇が崩御すると道鏡と浄人の兄弟は失脚するが、塩麻呂は引き続き官界に留まり、光仁朝において右京亮・豊前守を歴任する。なおこの間の宝亀6年（775年）には弓削御浄朝臣から弓削宿禰に復姓されている。
桓武朝では、延暦4年（785年）造東大寺次官、延暦8年（789年）左京亮と京官を歴任した。

## 官歴
『続日本紀』による。
- 天平宝字8年（764年） 7月6日：連姓から宿禰姓に改姓。9月11日：弓削宿禰姓から弓削御浄朝臣姓に改姓。
- 時期不詳：正六位上
- 天平神護2年（766年） 10月19日：従五位下
- 神護景雲2年（768年） 2月18日：左兵衛督
- 神護景雲3年（769年） 10月30日：従五位上
- 宝亀5年（774年） 9月4日：右京亮
- 宝亀6年（775年） 2月8日：弓削御浄朝臣から弓削宿禰に改姓。9月13日：豊前守
- 延暦4年（785年） 10月12日：造東大寺次官
- 延暦8年（789年） 2月10日：左京亮